# Mick Karn
Mick Karn, nome artístico de Andonis Michaelides, também conhecido por Anthony Michaelides (Nicósia, Chipre, 24 de julho de 1958 - Londres, Inglaterra, 4 de janeiro de 2011), foi um músico multi-instrumentista e compositor inglês. Era mais conhecido como baixista da banda Japan. De acordo com Kelvin Hayes, no Allmusic, sua maneira de tocar baixo fretless é altamente distintiva, colocando-o, com louvor, ao lado de Jaco Pastorius no domínio deste instrumento.

## História

### 1958-1983: Nascimento e aprendizado musical, Japan,Titles, "After a Fashion"
Mick Karn nasceu em 1958 na cidade de Nicósia, Chipre, emigrando para Londres, Inglaterra, quando ele tinha três anos de idade. Desde os sete anos ele já trabalhava seus conhecimentos musicais - primeiro com a gaita, depois no violino, e então no aprendizado de fagote com a orquestra da escola - sendo escolhido para a London School Symphony Orchestra.
Sobre esta experiência, Mick cita que "era como se os músicos estivessem se divertindo. Fiquei intrigado com suas capacidades de escapar para outro mundo, mas frustrado com minhas próprias tentativas de participar. Era apenas questão de tempo, antes que eu encontrasse o meu instrumento e a minha direção. A verdade é que eu menti, em minha aquisição para a orquestra, porque eu nunca aprendi a ler música; por isso sempre fui muito nervoso sobre errar. Eu não me lembro de um dia em que eu realmente gostasse de tocar".
Pouco tempo após seu primeiro concerto, seu fagote foi roubado. A escola se recusou a comprar-lhe outro fagote. De raiva, Mick compra um baixo, por £5, de um amigo de escola; se juntando a outros dois amigos de escola que aprendiam seus instrumentos, David Sylvian e Steve Jansen, para formar o Japan. O primeiro show foi em 1 de junho de 1974 (Mick estava com 15 anos). Durante dois anos, a banda treinou sua instrumentação à exaustão e Mick queria ser capaz de deslizar as notas, decidindo deixar todos os trastes fora do baixo, pois, segundo ele, "eu estava determinado a ser ouvido". Outros dois integrantes entram no grupo, Rob Dean e Richard Barbieri.
Com o grupo completo, o Japan assina contrato com a Ariola-Hansa, em 1977, e lança seu primeiro álbum. Com longos cabelos tingidos e maquiagem, a Europa e os Estados Unidos os viram como representantes da antiga tendência musical, anterior ao punk rock daquela fase, tocando para um público hostil. No Japão, onde eles instantaneamente se tornaram ícones, permanecem até hoje como uma influência duradoura, tanto musicalmente quanto visualmente. Com o tempo, novas tendências musicais apareceram em seu país de origem, como o New Romanticism, do qual o Japan fora considerado precursor. Em 1979, o punk já não era dominante e o som do Japan tinha se alterado drasticamente, com Mick trazendo saxofones e clarinetes para os arranjos.
Após o lançamento de Tin Drum em 1981, último álbum de estúdio da banda, o Japan se separa. Este também fora o ano da sua primeira exposição de escultura. Em novembro de 1982, Mick Karn lança o álbum Titles (que continha uma cover do cantor Roberto Carlos, "Sensitive"). Nesta época, músicos como Jeff Beck e Gary Numan estavam interessados em colocar Mick Karn como baixista em seus trabalhos. Neste mesmo ano, ele foi escolhido por Pete Townshend para ser parte de um supergrupo, a se apresentar para o príncipe Charles e Lady Diana em comemoração de seu noivado. Mick deixou uma boa impressão no evento, que o ajudou a arrumar mais trabalho colaborativo; primeiro com Midge Ure (no single de "After a Fashion", de 1983) e, depois, em gravações com Kate Bush (The Sensual World e Aerial) e Joan Armatrading (Hearts and Flowers e Square the Circle). Outra colaboração foi na música "Glow World", do EP Chimera (1983), de Bill Nelson.

### 1984-2003: Dalis Car,Dreams of Reason Produce Monsters, Rain Tree Crow, CMP Records e Medium Productions, NiNa
O próximo projeto, um trio com o vocalista Peter Murphy (do Bauhaus) e o baterista Paul Vincent Lawford, o Dalis Car, lança o álbum The Waking Hour em 1984, com toda a instrumentação escrita e interpretada por Mick.
Em fevereiro de 1987 sai o segundo álbum solo, Dreams of Reason Produce Monsters (que contém duas músicas, "Buoy" e "When Love Walks In", com vocais de David Sylvian, do Japan). Após seu segundo álbum, Mick sai em turnê com o guitarrista David Torn, o trompetista Mark Isham e o baterista Bill Bruford; gravando com Torn o álbum Door X, de 1990. Mark Isham, mais tarde, monta sua própria banda para uma turnê nos EUA, com David Torn e Mick Karn presentes, juntamente com o baterista Terry Bozzio (o que derivaria, em 1994, para o álbum Polytown). Isham também inclui Karn em seu álbum Castalia.
No final da década de 1980 e início da década de 1990, Mick se junta aos integrantes do Japan, menos Rob Dean, para o projeto Rain Tree Crow; lançando, em 1991, um álbum homônimo composto principalmente por improvisações em estúdio. Através das associações que ele tinha feito no mundo do Jazz, Mick lança o seu próximo álbum, Bestial Cluster, em setembro de 1993 e pelo selo fonográfico alemão CMP - tornando-se o seu maior artista em vendas. O disco foi coproduzido por David Torn, que também tocou as guitarras; Steve Jansen na bateria e Richard Barbieri (antigo integrante do Japan) nos teclados. Uma turnê na Europa e Japão foi realizada, após o lançamento.
Pela CMP, Mick ainda gravaria o projeto Polytown, gravado e mixado em três semanas e lançado em 1994 (logo tornando-se um disco cultuado, após uma turnê pela América do Norte), e seu quarto disco solo, The Tooth Mother (com guitarra de Steven Wilson nas duas músicas iniciais, e participações de Richard Barbieri e David Torn), em maio de 1995. Em turnê pela Itália os músicos Mieko Shimizu, Gavin Harrison e Tim Garland, se juntam a ele para promover o disco. Após passar pela CMP, o artista monta o selo Medium Productions com seus ex companheiros do Japan, Steve Jansen e Richard Barbieri, formando o grupo JBK (Jansen, Barbieri, Karn) e gravando os discos Beginning to Melt, Seed, _ISM, além de uma gravação ao vivo, Playing in a Room With People. O selo durou de 1993 a 2001. Outra colaboração para este selo foi com o japonês Yoshihiro Hanno, Liquid Glass, também lançado em 1998 pela Toy's Factory do Japão. No início do ano de 1999, o músico se junta a Kate Pierson (da banda The B-52s), Masahide Sakuma, Steven Wolf e a cantora japonesa Yuki, para formar o NiNa, que lançou dois singles, "Happy Tomorrow" e "Aurora Tour", e um disco, NiNa, no Japão.
O próximo álbum solo de Mick, o quinto, ainda seria lançado pela Medium Productions em outubro de 2001, intitulado Each Eye a Path e com uma sonoridade mais simples que as registradas em Bestial Cluster e The Tooth Mother. O lançamento resultou num álbum de remixagens, Each Path a Remix, incluindo colaborações de Ryuichi Sakamoto, David Torn, Richard Barbieri, Paul Wong, Yoshihiro Hanno e Claudio Chianuro.

### 2004-2011: Invisible Hands Music, carreira independente (MK),Japan and Self Existence, retorno do Dalis Car, morte
Lançado em janeiro de 2004 pela Invisible Hands Music, o sexto álbum de Mick, More Better Different, é descrito em sua página como pop instrumental. Um anos depois sai o EP de 4 músicas, Love's Glove, pelo selo do artista, o MK, que, a partir deste momento, lança todos os seus álbuns de maneira independente; lançando o single Of & About (em maio de 2006) e preparando os ouvintes para seu próximo álbum, Three Part Species.
O novo lançamento de Mick seria agora um livro sobre sua trajetória musical, intitulado Japan and Self Existence e lançado para venda no site www.lulu.com. A obra foi publicada em 4 de outubro de 2009, com uma visão pessoal sobre a vida como músico e artista e que abrange mais de 30 anos.
Ainda no ano de 2009, Mick lançaria seu último disco de estúdio, The Concrete Twin. Planos para uma turnê foram postos de lado quando Mick foi diagnosticado com câncer, em estágio avançado, no final de maio. Um fundo de recursos foi criado para ajudar a pagar as despesas médicas e apoiar a família neste momento, com todos mudando-se para Londres no final de junho, onde Mick começaria seu tratamento no Royal Marsden Hospital. Mick perdeu a luta para o câncer e faleceu em sua casa, em Chelsea, cercado por amigos próximos e familiares, às 4:30 de uma terça-feira, 4 de janeiro de 2011, aos 52 anos de idade.
O último projeto de Mick foi uma nova colaboração com Peter Murphy e Paul Vincent Lawford no Dalis Car. As cinco faixas que sobraram, finalizadas, foram liberadas em 5 de abril de 2012 como um EP, intitulado InGladAloneness.
Mick também gravara uma cover de "Ashes to Ashes", de David Bowie, para um tributo musical ao artista, We Were so Turned On, lançado em outubro de 2010. Este foi um de seus últimos trabalhos.

## Discografia

### Álbuns solo
- Titles (novembro de 1982) - Virgin Records
- Dreams of Reason Produce Monsters (fevereiro de 1987) - Virgin Records
- Bestial Cluster (setembro de 1993) - CMP Records
- The Tooth Mother (maio de 1995) - CMP Records
- Each Eye a Path (outubro de 2001) - Medium Productions Limited
- Each Path a Remix (agosto de 2002) - Medium Productions Limited
- More Better Different (janeiro de 2004) - Invisible Hands Music
- Love's Glove (janeiro de 2005) - EP, MK
- Three Part Species (junho de 2006) - MK[23]
- The Concrete Twin (março de 2009) - MK[25]

Datas de acordo com a discografia em sua página oficial.

### Singles 7"
- "Sensitive" / "The Sound of Waves" (1982) - Virgin Records[28]
- "Sensitive" (remix) / "The Sound of Waves" (1983) - Virgin Records[29]
- "The Jump" / "Atyan B-Boot" (2003) - Invisible Hands Music[30]

### CD single
- "Of & About" (single version) / "All You Have" (single version) / "The Edge of Charm" (maio de 2006) - MK[22][4]

### Parcerias
- "After a Fashion" - single 7" e 12", com Midge Ure (1983) - Chrysalis/Musicfest
- "The Judgement is the Mirror" - single 7" e 12", como Dalis Car (1984) - Paradox Records
- The Waking Hour - como Dalis Car (1984) - Paradox Records
- "Buoy" - single 12", com David Sylvian nos vocais (1986) - Virgin Records[31]
- "Buoy" - single 7", com David Sylvian nos vocais (1987) - Virgin Records[32][33]
- Beginning to Melt - com Steve Jansen e Richard Barbieri (1993) - Medium Productions Limited
- Polytown - com David Torn e Terry Bozzio (1994) - CMP Records
- Seed - EP, com Steve Jansen e Richard Barbieri (1994) - Medium Productions Limited
- Liquid Glass - com Yoshihiro Hanno (1998) - Medium Productions Limited / Toy's Factory, Japão
- _ISM - com Steve Jansen e Richard Barbieri (1999) - Medium Productions Limited
- "Happy Tomorrow" - CD single, como NiNa[17] (1999) - Sony Records, Japão
- "Aurora Tour" - CD single, como NiNa (1999) - Sony Records, Japão
- NiNa - como NiNa (1999) - Sony Records, Japão
- InGladAloneness - EP, como Dalis Car (2012) - MK

### Ao vivo
- Playing in a Room With People - com Steve Jansen e Richard Barbieri (2001) - Medium Productions Limited

### Coletâneas
- The Mick Karn Collector's Edition (1996) - CMP Records[34]
- Selected (maio de 2007) - MK[4]
- Bestial Cluster / The Tooth Mother - reunião dos álbuns lançados em 1993 e 1995 (2008) - CMP Records

### Gravações para outros artistas e tributos
- Gary Numan, Dance (1981) - Beggars Banquet (músicas "Slowcar to China", "A Subway Called 'You'", "She's Got Claws", "Boys Like Me" e "My Brother's Time")[35][36]
- Bill Nelson, EP Chimera (1983) - Mercury Records (música "Glow World")[8]
- Mark Isham, Castalia (1988) - Virgin Records (música "The Grand Parade")[12]
- Kate Bush, The Sensual World (1989) - EMI (música "Heads We're Dancing")[37]
- Joan Armatrading, Hearts and Flowers (1990) - A&M Records (músicas "More than One Kind of Love", "Promise Land", "Someone's in the Background", "Free")[38]
- David Torn, Door X (1990) - Windham Hill Records (cassete) / (1992) - Windham Hill Records (CD)[10]
- Joan Armatrading, Square the Circle (1992) - A&M Records[39]
- Richard Barbieri e Tim Bowness, Flame (1994) - One Little Indian (músicas "A Night in Heaven", "Song of Love and Everything, Part I And II", "Flame", "Time Flown")[40]
- Indigo Falls (Richard e Suzanne Barbieri), Indigo Falls (1997) - Medium Productions Limited (música "Feed the Fire")[41]
- We Were so Turned On: A Tribute to David Bowie (2010) - Naïve, França / Manimal Vinyl Records, EUA (música "Ashes to Ashes")[27]

Mick participou das sessões de estúdio do álbum Aerial (2005), de Kate Bush (na música "How to Be Invisible"), mas não entra em sua mixagem final.